# 벨로돈

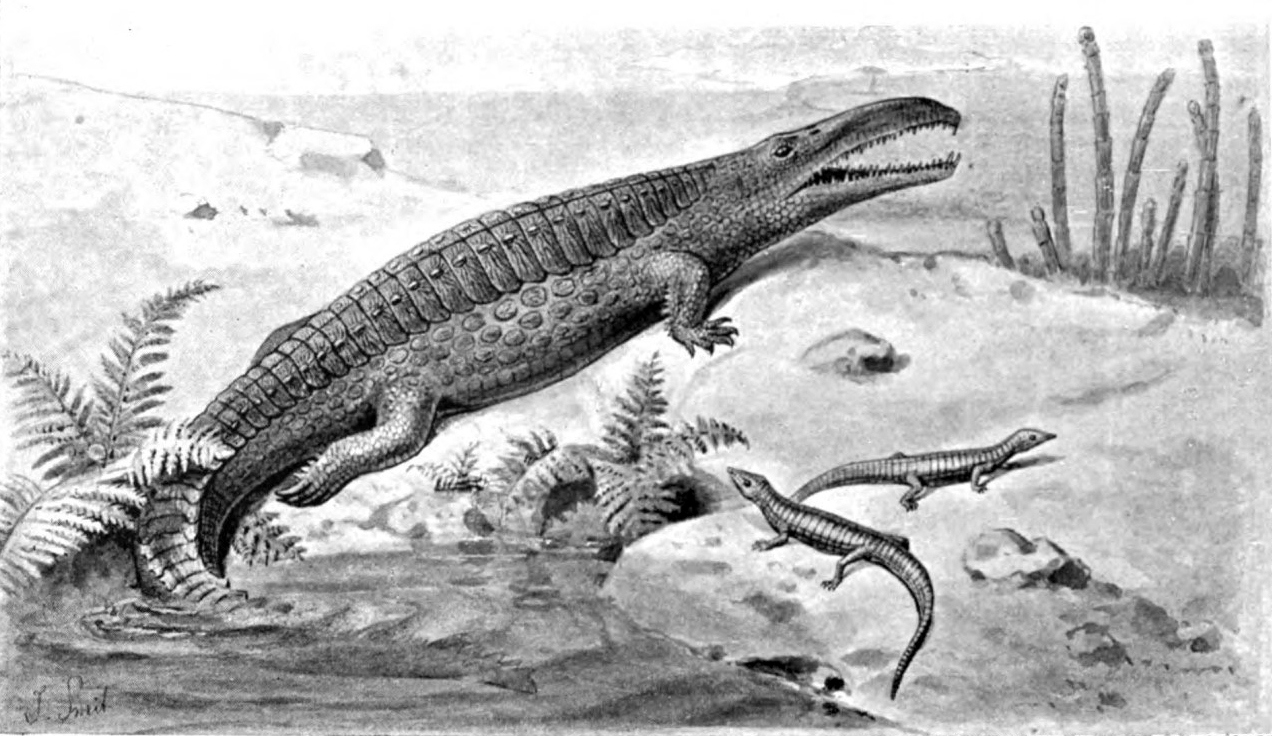

벨로돈(학명:Belodon plieningeri)은 악어목 피토사우루스과에 속하는 악어이다. 지금은 멸종된 악어로 몸길이가 4~6M인 거대한 악어에 속한다.

## 특징
벨로돈은 넓게 확장된 두개골과 부분적으로 넓은 주둥이를 가진 것이 특징이다. 수영을 잘하기 위해 발이 물갈퀴처럼 변한 것이 특징이며 앞다리보다 뒷다리가 더 긴 것이 특징이다. 양턱에는 15~20개의 이빨을 가지고 있으며 이빨은 톱니 모양의 날카로운 모양을 하고 있는데 이것은 먹이를 보다 쉽게 포획하고 씹거나 자르는 용도로 사용했을 것으로 추정이 된다.  먹이로는 당대에 서식하던 물고기, 갑각류와 같은 육식성의 먹이들과 양치식물과 같은 채식성의 먹이를 두루 섭이했던 잡식성의 악어로 추정된다.

## 생존시기와 서식지와 화석의 발견
벨로돈이 생존하던 시기는 중생대의 트라이아스기 후기로서 지금으로부터 약 2억년전~1억 8천만년전에 생존했던 악어이다. 생존했던 시기에는 북아메리카와 유럽을 중심으로 하는 강과 호수에서 주로 서식했던 악어가 된다.  화석의 발견은 1844년에 미국의 트라이아스기에 형성된 지층에서 미국의 고생물학자인 크리스티안 에리히 헤르만 폰 마이어가 새로이 발굴하여 최초로 명명된 종이며 이후에는 유럽의 트라이아스기에 형성된 지층에서도 화석이 발견되었다.

## 같이 보기
- 악어
- 중생대
- 트라이아스기
- 파충류
- 화석